# 佐世保市立神浦小学校
佐世保市立神浦小学校（させぼしりつ こうのうらしょうがっこう、Sasebo City Konoura Elementary School）は、長崎県佐世保市宇久町神浦にあった公立小学校。
2016年（平成28年）3月末に閉校し、佐世保市立宇久小学校に統合された。

## 概要
歴史
1874年（明治7年）に開校した「神浦小学校」を前身とする。2009年（平成21年）に創立135周年を迎えた。2007年（平成19年）より佐世保市立宇久中学校、長崎県立宇久高等学校と連携型小・中・高一貫教育を行っていた。
学校教育目標
「心やさしく、進んで学び、たくましく生きる子どもの育成」
校章
1962年（昭和37年）に制定。作者は見明忠雄。
校歌
作詞は尼崎長保、作曲は田元千之による。3番まであり、各番とも「ああ神浦 神浦小学校」で終わる。
校区
「長崎県佐世保市宇久町」の後に「小浜、神浦、飯良（いいら）、本飯良（もといいら）、寺島」が続く地域であった（宇久島南部）。中学校区は佐世保市立宇久中学校。

## 沿革
神浦小学校
- 1874年（明治7年）- 「神浦小学校」が開校。神浦村出口町代官邸を校舎とする。
- 1875年（明治8年）- 校舎を神浦郷字長坂に移転。
- 1878年（明治11年）- 「神村小学校」に改称。
- 1886年（明治19年）- 小学校令の施行により「尋常神浦小学校」と改称。
- 1888年（明治21年）- 校舎を再び旧代官邸に移転。
- 1896年（明治29年）- 「神浦尋常高等小学校」と改称。
- 1898年（明治31年）- 小浜尋常小学校を合併し、小浜分校とする。
- 1901年（明治34年）- 小浜分校が分離し、再び小浜尋常小学校として独立。
- 1905年（明治38年）- 新築校舎が完成。
- 1911年（大正2年） - 長崎測候所管内神浦気象観測を命じられ、1977年（昭和52年）まで観測を継続。
- 1917年（大正8年）- 高等科3学年を設置。
- 1941年（昭和16年）4月1日 - 国民学校令により、「神浦村神浦国民学校」と改称。尋常科を初等科に改称。
- 1942年（昭和17年）～1947年（昭和22年）までの間 - 神田藤兵衛からの寄贈によって、現在地に校舎を建設。
- 1947年（昭和22年）4月1日 - 学制改革（六・三制の実施）
  - 旧・神浦国民学校初等科を改組し、「神浦村立神浦小学校」とする。
  - 旧・神浦国民学校高等科を改組し、神浦村立神浦中学校（新制中学校）とする。当面の間小学校に併設する。
- 1948年（昭和23年）- PTAが発足。
- 1955年（昭和30年）4月1日 - 神浦村と平町が合併し、宇久町となったことにより、「宇久町立神浦小学校」と改称。
- 1960年（昭和35年）- 校歌を制定。
- 1962年（昭和37年）- 校章を制定。
- 1968年（昭和43年）4月1日 - 宇久町立小浜小学校を統合。
- 1972年（昭和47年）4月1日 - 宇久町立寺島小学校を統合し、寺島分校とする。
- 1977年（昭和52年）3月31日 - 寺島分校を廃止。
- 1979年（昭和54年）3月16日 - 火災により、第1校舎を焼失。
- 1980年（昭和55年）
  - この年 - 新校舎が完成。
  - 4月1日 - 飯良小学校を統合。
- 1981年（昭和56年）- 創立100周年記念基金による植樹を実施。
- 1984年（昭和59年）- ふれあい農園が完成。
- 1985年（昭和60年）- 体育館（へき地集会所）が完成。
- 1986年（昭和61年）- 運動場を全面改装。
- 1988年（昭和63年）- 瀬尾関好より校旗が寄贈される。
- 1990年（平成2年）- 飼育小屋が完成。
- 1993年（平成5年）- 砂場、プールが完成。
- 1998年（平成10年）- パソコン室を設置。
- 2005年（平成17年）3月31日 - 併設の佐世保市立神浦中学校が廃止。
- 2006年（平成18年）3月31日 - 宇久町の佐世保市編入に伴い、「佐世保市立神浦小学校」（現校名）に改称。長崎県より宇久地区小中高一貫教育研究の指定を受ける。
- 2007年（平成19年）4月1日 - 宇久地区連携型小中高一貫教育試行を開始。 2学期制を導入。
- 2008年（平成20年）4月1日 - 宇久地区連携型小中高一貫教育を本格的に開始。
- 2016年（平成28年）
  - 3月6日 - 閉校式を挙行。
  - 3月31日 - 佐世保市立宇久小学校への統合により、閉校。142年の歴史に幕を閉じる。

旧・飯良小学校（いいら）
- 1874年（明治7年）3月 - 本良郷宮ノ首に「本良小学校」として開校。
- 1876年（明治9年）1月 - 統合により、「宇久小学校本良分校」となる。
- 1878年（明治11年）11月 - 校地を古里に移転し、「宇久小学校 大久保分校」に改称。
- 1887年（明治20年）4月 - 小学校令の施行により、宇久小学校から分離し「簡易大久保小学校」として独立。宇久小学校から照島分校（後の寺島分校）が移管される。
- 1888年（明治21年）5月18日 - 尋常科を設置の上、「尋常大久保小学校」に改称。新校舎が完成。
- 1892年（明治25年）10月 - 「飯良尋常小学校」に改称。
- 1903年（明治36年）1月31日 - 寺島分校が分離し、寺島尋常小学校として独立。
- 1906年（明治39年）7月16日 - 農業補習学校を併設。
- 1907年（明治40年）9月 - 本飯良郷字見上げの下に校舎一棟が完成。
- 1908年（明治41年）4月1日 - 小学校令の改正により、義務教育年限（=尋常科の修業年限）が4年から6年に延長されたため、尋常科5年を新設。
- 1909年（明治42年）4月1日 - 尋常科6年を新設。
- 1918年（大正7年）5月1日 - 野方（のがた）尋常小学校の廃止により、木場郷の児童46名を収容。
- 1922年（大正11年）4月1日 - 高等科を併置の上「飯良尋常高等小学校」に改称。
- 1927年（昭和2年）12月 - 2教室を増築。運動場を拡張。
- 1941年（昭和16年）4月1日 - 国民学校令の施行により、「平村飯良国民学校」に改称。尋常科を初等科に改める。
- 1947年（昭和22年）4月1日 - 学制改革が行われる。
  - 国民学校の初等科が改組され「平村立飯良小学校」に改称。
  - 国民学校の高等科と青年学校の普通科が改組され、「平村立飯良中学校」（新制中学校）が発足。小学校に併設される。
- 1949年（昭和24年）8月1日 - 「平町立飯良小学校」・「平町立飯良中学校」に改称。
- 1955年（昭和30年）4月1日 - 宇久町の発足により「宇久町立飯良小学校」・「宇久町立飯良中学校」に改称。
- 1960年（昭和35年）4月 - 小学校の児童数が最大の251名（6学級）を記録する。
- 1963年（昭和38年）4月1日 - 校区の変更により、飯良中学校の一部の生徒が宇久町立神浦中学校へ転出。
- 1966年（昭和41年）4月1日 - 飯良中学校が宇久町立神浦中学校への統合により閉校。これにより小学校単独となる。
- 1968年（昭和43年）3月 - 校歌を制定。観察池を設置。
- 1972年（昭和47年）4月1日 - 完全給食を開始。
- 1974年（昭和49年）11月 - 創立100周年記念式典を挙行。記念事業として校旗を制定。
- 1980年（昭和55年）3月31日 - 宇久町立神浦小学校への統合により閉校。106年の歴史に幕を下ろす。
  - 校章 - 「小」の文字の上に「飯」の文字を重ねている。
  - 校歌 - 作詞は金井田平和、作曲は藤松スエによる。歌詞は3番まであり、3番に校名の「飯良」が登場する。

旧・寺島小学校
- 明治（年月日不詳）- 「照島小学校」が創立。
- 1876年（明治9年）1月 - 統合により、「宇久小学校 照島分校」となる。
- 1887年（明治20年）4月 - 移管により、「簡易大久保小学校 照島分校」となる。平屋建ての校舎が完成。
- 1888年（明治21年）5月18日 - 「尋常大久保小学校 照島分校」に改称。
- 1892年（明治25年）10月 - 「飯良尋常小学校 照島分校」に改称。
- 1903年（明治36年）1月31日 - 飯良尋常小学校から分離し、「寺島尋常小学校」として独立。初代校長に伊藤仁作が就任。
- 1907年（明治40年）4月1日 - 校舎を増築。
- 1908年（明治41年）4月1日 - 尋常科5年を新設。
- 1909年（明治42年）4月1日 - 尋常科6年を新設。
- 1915年（大正4年）6月5日 - 寺島郷字牧ノ出に新校舎が完成。
- 1941年（昭和16年）4月1日 - 国民学校令の施行により、「平村寺島国民学校」に改称。尋常科を初等科に改める。
- 1943年（昭和18年）4月1日 - 高等科（修業年限2年）を設置。
- 1947年（昭和22年）4月1日 - 学制改革が行われる。
  - 国民学校の初等科が改組され、「平村立寺島小学校」となる。
  - 国民学校の高等科が改組され、「平村立寺島中学校」（新制中学校）が発足。小学校に併設。
- 1949年（昭和24年）8月1日 - 「平町立寺島小学校」・「平町立寺島中学校」に改称。
- 1950年（昭和25年）
  - 7月11日 - 校舎を増築。
  - 11月 - 運動場を拡張。
- 1955年（昭和30年）4月1日 - 宇久町の発足により「宇久町立寺島小学校」・「宇久町立寺島中学校」に改称。
- 1963年（昭和38年）4月1日 - 寺島中学校が宇久町立神浦中学校に統合される。寺島地区の中学生はスクールボート「みつしま丸」で神浦中学校へ通学することになる。
- 1966年（昭和41年）2月 - 完全給食を開始。
- 1972年（昭和47年）3月31日 - 宇久町立神浦小学校への統合により閉校。寺島地区の小学校はスクールボートで神浦小学校へ通学することになる。

旧・小浜小学校
- 1876年（明治9年）6月10日 - 「神浦小学校 遊神分校」が開校。神小浜郷字中村の若宮神社を仮校舎とする。
- 1878年（明治11年）- 「神村小学校 遊神分校」に改称。
- 1886年（明治19年）4月 - 小学校令の施行により、「尋常小浜小学校」として独立。後に「小浜尋常小学校」に改称。
- 1898年（明治31年）4月 - 統合により「神浦尋常高等小学校 小浜分校」となる。
- 1901年（明治34年）4月 - 再び「小浜尋常小学校」として独立。
- 1902年（明治35年）- 小浜郷字小浜坂に移転。
- 1908年（明治41年）4月 - 小学校令の改正により、尋常科5年を新設。
- 1909年（明治42年）
  - 4月 - 尋常科6年を新設。
  - 9月 - 2教室を増築。
- 1925年（大正14年）6月16日 - 運動場を拡張。
- 1941年（昭和16年）4月1日 - 国民学校令の施行により、「神浦村小浜国民学校」に改称。尋常科を初等科に改める。高等科を併置。
- 1947年（昭和22年）4月1日 - 学制改革により、国民学校初等科が改組され、「神浦村立小浜小学校」に改称。旧・高等科の生徒は神浦中学校に通学することになる。
- 1950年（昭和25年）3月 - 2教室を増築。
- 1955年（昭和30年）4月1日 - 宇久町の発足により「宇久町立小浜小学校」に改称。
- 1958年（昭和33年）4月 - 児童数が最大の221名（6学級）を記録する。
- 1964年（昭和39年）9月5日 - 通学路が舗装され「愛小道路」と命名。
- 1968年（昭和43年）3月31日 - 宇久町立神浦小学校への統合により閉校。92年の歴史に幕を下ろす。

## 学校行事
2学期制をとる。

## アクセス
最寄りのバス停
- 宇久観光バス 「鬼塚」バス停

最寄りの国道・県道
- 長崎県道160号宇久島循環線

## 周辺
- 宇久神浦郵便局

## 同名の小学校
- 長崎市立神浦小学校

## 関連事項
- 長崎県小学校の廃校一覧
  - 佐世保市小学校一覧